# Hero Fiennes Tiffin
Hero Beauregard Faulkner  Fiennes Tiffin (London, 1997. november 6. –) angol színész, modell, producer.
Leginkább Hardin Scott szerepéről ismert a Miután című filmben. Ő alakította a 11 éves Voldemortot a Harry Potter és a félvér herceg című filmben.

## Gyermekkora és családja
Szülei Martha Fiennes filmrendező és George Tiffin operatőr. Van egy bátyja, Titan és egy húga, Mercy. A Raey Primary School (Lambeth), Emanuel School (Battersea) és Graveney School (Tooting) iskolákban tanult. A Twisleton-Wykeham-Fiennes család tagja, nagybátyjai Ralph és Joseph Fiennes, míg dédapja Maurice Fiennes volt. Anyai nagyszülei Mark Fiennes fényképész és Jennifer Lash író voltak.

## Magánélete
Magánéletéről keveset beszél, továbbá egyetlen közösségi oldalon, az Instagramon van csak jelen. A W magazinnak adott interjújában elmondta, hogy az összes közösségi oldal alkalmazását letörölte a telefonjáról, de ügynökei javaslatára Instagram-profillal rendelkezik.

## Filmográfia

### Film
| Év   | Magyar cím                         | Eredeti cím                            | Szerep                | Magyar hang   |
| ---- | ---------------------------------- | -------------------------------------- | --------------------- | ------------- |
| 2008 |                                    | Bigga Than Ben                         | Spartak               |               |
| 2009 | Harry Potter és a félvér herceg    | Harry Potter and the Half-Blood Prince | Tom Denem (11 évesen) | Bogdán Gergő  |
| 2012 |                                    | Private Peaceful                       | Charlie fiatalon      |               |
| 2016 |                                    | Possession With Intent To Supply       | Jack                  |               |
| 2017 |                                    | ERDEM X H&M The Secret Life of Flowers | Adam                  |               |
| 2019 | Miután                             | After                                  | Hardin Scott          | Jéger Zsombor |
| 2020 | Néma csend                         | The Silencing                          | Brooks Gustafson      | Bergendi Áron |
| 2020 | Miután összecsaptunk               | After We Collided                      | Hardin Scott          | Jéger Zsombor |
| 2021 | Miután elbuktunk                   | After We Fell                          | Hardin Scott          | Jéger Zsombor |
| 2022 | Miután boldogok leszünk            | After Ever Happy                       | Hardin Scott          | Jéger Zsombor |
| 2022 | The Woman King – A harcos          | The Woman King                         | Santo Ferreira        | Jéger Zsombor |
| 2022 |                                    | First Love                             | Jim Albright          |               |
| 2022 |                                    | The Loneliest Boy In The World         | Hutch / Zombie        |               |
| 2023 | Miután annyi minden történt        | After Everything                       | Hardin Scott          | Jéger Zsombor |
| 2024 | A piszkos hadviselés minisztériuma | The Ministry of Ungentlemanly Warfare  | Henry Hayes           | Csiby Gergely |
| 2025 | Képtelenség                        | Picture This                           | Charlie               |               |

### Televízió
| Év   | Cím         | Szerep      | Megjegyzések |
| ---- | ----------- | ----------- | ------------ |
| 2018 | Safe        | Ioan Fuller | 5 epizód     |
| 2018 | The Tunnel  | Leo         | 1 epizód     |
| 2019 | Cleaning Up | Jake        | 5 epizód     |

## Díjak és jelölések
| Év   | Díj                  | Kategória                  | Jelölt | Eredmény |
| ---- | -------------------- | -------------------------- | ------ | -------- |
| 2019 | Teen Choice Awards   | legjobb drámai filmszínész | Miután | Elnyerte |
| 2019 | Ischia Filmfesztivál | feltörekvő sztár           | önmaga | Elnyerte |